# Crash (Roman)
Crash ist ein 1973 erschienener Roman des britischen Autors J. G. Ballard. Dieses Buch ist der erste Band einer dystopischen Trilogie, gefolgt von Concrete Island (dt. Die Betoninsel bzw. Betoninsel) (1974) und High-Rise (1975) (dt. Hochhaus bzw. Der Block). Erzählt wird von einer Gruppe von symphorophil veranlagten Menschen, die sexuelle Lust aus der Inszenierung von und Partizipation an Autounfällen gewinnen.
Die gleichlautende deutsche Erstausgabe erschien 1985, übersetzt von Joachim Körber und illustriert von Uwe Mayer, in einer Auflage von 1000 Exemplaren.

## Inhalt
Der Roman erzählt von einer Gruppe von Unfallfetischisten, die sich in ihren Autos auf Schnellstraßen und Autobahnen bewegen, um Unfälle zu beobachten und Sex in Autos zu haben. Im Mittelpunkt der Gruppe steht Robert Vaughan, ein promovierter ehemaliger Medienwissenschaftler. Vaughan ist überzeugt, dass ein Autounfall, insbesondere ein tödlicher, die sexuelle Energie des Fahrers freisetzt, und hofft etwas von dieser einzufangen, wenn er den Unfall nachstellt: „eine neue Sexualität, geboren aus einer perversen Technologie“ (Original: „a new sexuality, born from a perverse technology“). Vaughans größter Traum ist es, bei einem Frontalunfall mit Elizabeth Taylor zu sterben. Der Versuch misslingt, Vaughan stirbt bei der Kollision mit einem Flughafenbus.
Der Roman setzt mit Vaughns Tod ein, die Handlung wird in einer langen Rückblende erzählt. Der Ich-Erzähler, der wie der Autor James Ballard heißt, verunglückte selber schwer, der Fahrer des anderen beteiligten Wagens starb. Gleichwohl beginnt Ballard nach seiner Genesung ein Liebesverhältnis mit dessen Witwe, die den Unfall als Beifahrerin miterlebte. Mit seiner eigenen Frau Catherine lebt Ballard eine offene Zweierbeziehung. Er lernt Vaughn kennen, der ihm schon länger voyeuristisch gefolgt ist. Gemeinsam beginnen sie, rund um den Flughafen London Heathrow Unfälle zu beobachten und Prostituierte mitzunehmen. Der Ich-Erzähler entwickelt eine homosexuelle Obsession auf Vaughan und schläft schließlich mit ihm im LSD-Rausch. Nach Vaughans tödlichem Unfall ist er wieder mit seiner Frau zusammen und beginnt seinen eigenen, tödlichen Unfall zu planen.

## Analyse
Das Buch untersucht Veränderungen der menschlichen Psyche durch moderne Technologien und Konsumkultur. Weiters wird die Faszination, die von Prominenten ausgeht, beleuchtet.
Zentrales Thema des Romans ist die Entfremdung des Menschen von der Natur. Bäume, Tiere, idyllische Landschaften kommen nicht vor, die gesamte Umgebung der handelnden Personen besteht aus Kunststoff, Stahl, Glas und Beton. Das einzige natürliche Element, das im Roman eine Rolle spielt, ist die Sexualität, die sich aber in unnatürlichen, devianten Bahnen bewegt. Dies wird von Ballard, wie Tobias Lehmkuhl feststellt, nicht als Fortschritt, sondern dystopisch als Verlust und Degeneration geschildert.
Jens Uthoff ordnet das Buch in den Diskurs der 1970er Jahre ein, als einerseits die sexuelle Revolution in vollem Gange war, andererseits Marshall McLuhan, Paul Virilio und Jean Baudrillard ihre Theorien über Technik als Extension des menschlichen Körpers, Dromologie und Simulation vorlegten. Gleichwohl sei Ballards Analyse „zeitlos“.

## James Graham Ballard über Crash
„Ich habe in Crash das Automobil nicht nur als sexuelles Sinnbild dargestellt, sondern auch als Metapher für das Leben der Menschen in der modernen Gesellschaft. Daher hat das Buch auch eine sehr politische Rolle, die nichts mit dem sexuellen Inhalt zu tun hat, aber ich würde Crash trotzdem als ersten pornographischen Roman ansehen, der auf Technologie basiert. In gewissem Sinne ist die Pornographie die politischste Form von Literatur, denn sie befaßt sich damit, wie wir uns gegenseitig auf die ruchloseste und schonungsloseste Weise ausbeuten und benützen“

## Nachwirkung

### Film
- 1986 wurde das Buch unautorisiert von Susan Emerling und Zoe Beloff als 30-minütiger Kurzfilm unter dem Titel Nightmare Angel verfilmt[5]
- 1996 erschien der gleichnamige Film von David Cronenberg, der eng an das Buch angelehnt ist

### Musik
- Der Song Warm Leatherette (1978) von Daniel Millers Band The Normal wurde von dem Roman inspiriert[6]

### Ausgaben
- J.G. Ballard: Crash. Farrar, Straus and Giroux, New York 2001, ISBN 978-0-312-42033-8 (englisch)
- J.G. Ballard: Crash. Mit einem Vorwort von Zadie Smith. HarperCollins, London 2014,  ISBN 978-0-007-28702-4 (englisch)
- J.G. Ballard: Crash. Übersetzt von Joachim Körber. Edition Phantasia, Linkenheim 1985 (deutsch)
- J.G. Ballard: Crash. Übersetzt von Sabine Schulz. Diaphanes, Zürich 2019, ISBN  978-3-035-80078-4 (deutsch)

### Sekundärliteratur
- Christopher Breu: The Late-Modern Unconscious. The Object World of J. G. Ballard’s Crash. In: derselbe (Hrsg.): Insistence of the Material. Literature in the Age of Biopolitics. University of Minnesota Press, Minneapolis 2014.
- Axel Fischer: Logik der Devianz in J.G. Ballards Crash - Magisterarbeit im Fach englische und amerikanische Literatur, Universität Konstanz, 1997
- Kai U. Jürgens: Von der Schönheit zersplitternder Autokarosserien. J.G. Ballards kontroverser Kultroman »Crash« in Neuübersetzung. diezukunft.de, 18. Februar 2020
- Kai U. Jürgens: »Sex x technology = the future«. Das Auto als erotische Ikone in J.G. Ballards Roman »Crash«. In: Nikolas Buck & Christoph Rauen (Hrsg.): Technophilia und Technophobia. Literarische und audiovisuelle Imaginationen von Technik vom 19. Jahrhundert bis heute, Transkript Verlag, Berlin 2024, ISBN 978-3-8376-5740-1, S. 131–149.